# Дауд-хан Панни
Дауд-хан Панни (урду داؤد خان پنی‎‎; ? — 6 сентября 1715) — могольский военачальник, 2-й наваб Карнатака (1703—1710), затем вице-король Декана и субадар Гуджарата.

## Биография
Он был этническим пуштуном из племени панни и происходил из Биджапура, штат Карнатака. Участник военных кампаний могольского падишаха Аурангзеба в Декане.
В 1703 году Дауд-хан был назначен Аурангзебом вторым навабом Карнатака. Прежде чес он стал навабом Карнатака, император Аурангзеб назначил его главнокомандующий могольской армии в 1701 году, в то время как Зульфикар Али-хан занимал пост наваба Карнатика.
Дауд-хан избрал своей штаб-квартирой Аркот, он получал помощь от Асаф-Джаха I, фаудждара Карнатика и Таликоты. Во время своего пребывания в должности он часто посещал Сантом и пытался развивать этот город. Но благодаря усилиям Томаса Питта, тогдашнего президента Мадраса, Дауд-хану пришлось отложить свои планы.
Как и Зульфихар Али-хан, Дауд-хан Панни также пользовался доверием императора Аурангзеба и имел контроль над всеми территориями к югу от реки Кришна. Во время одного из его визитов в форт Сент-Джордж улицы были заполнены солдатами. Губернатор, Томас Питт, проводил его в крепость и проводил к себе на квартиру. Таково было уважение, которым он пользовался в Британской Ост-Индской компании.

## Конфликты с Британской Ост-Индской компанией
В 1702 году могольский военачальник Дауд-хан осаждал и блокировал Форт Сент-Джордж в течение более чем трех месяцев . Губернатор форта Томас Питт был проинструктирован Британской Ост-Индской компанией, чтобы попытаться заключить мир.
Томас Питт начал пополнять гарнизонами форты Британской Ост-Индской компании, собирая полки из местных сипаев путем найма из индуистских воинских каст, он вооружил их новейшим оружием и разместил их под командованием британских офицеров, чтобы спасти Мадрас, свою главную штаб-квартиру от дальнейшего нападения Империи Великих Моголов.
5 октября 1708 года могольский военачальник Дауд-хан Панни издал фирман о предоставлении Британской Ост-Индской компании пяти деревень Тирувоттиюр, Нунгамбаккам, Высарпади, Кативакам и Саттангаду к западу от Тирувоттиюра.
В 1710 году Дауд-хан был отозван из Карнатака в Дели для выполнения более ответственной работы в качестве главнокомандующего могольской армией. Он был назначен вице-королем провинции Декан. С 1714 по 1715 год — субадар Гуджарата.
6 сентября 1715 года Хусейн Али-хан ожидал встречи с Дауд-ханом. Дауд-хан, к сожалению, был убит шальной пулей в этом бою. Он выигрывал битву, пока не умер. Его смерть привела к тому, что его армия потерпела поражение в битве под Бурханпуром.

## Боевые слоны
В 1703 году могольский военачальник в Короманделе Дауд-хан Панни потратил 10 500 монет, чтобы купить от 30 до 50 боевых слонов на острове Цейлон.